# 野田站 (阪神)
野田站（日语：／ Noda eki */?）是位於大阪府大阪市福島區海老江一丁目，阪神電氣鐵道本線的車站。車站編號為「HS03」。阪神電氣鐵道總部位於此站北邊。
區間特急、急行、區間急行停靠此站。

## 可轉乘的鐵路線
以下是鄰接此站的鐵路車站
- 大阪市高速電氣軌道（Osaka Metro）
  -  千日前線 （野田阪神站 (S11)）
- 西日本旅客鐵道（JR西日本）
  -  JR東西線 （海老江站）

另外，曾經此站北邊設有阪神電車，阪神國道線和北大阪線的終點站，兩線已經廢止。終點站遺址現時為野田阪神前巴士站。
此站距離JR西日本大阪環狀線野田站約500米，在該站可轉乘千日前線玉川站。

## 歷史

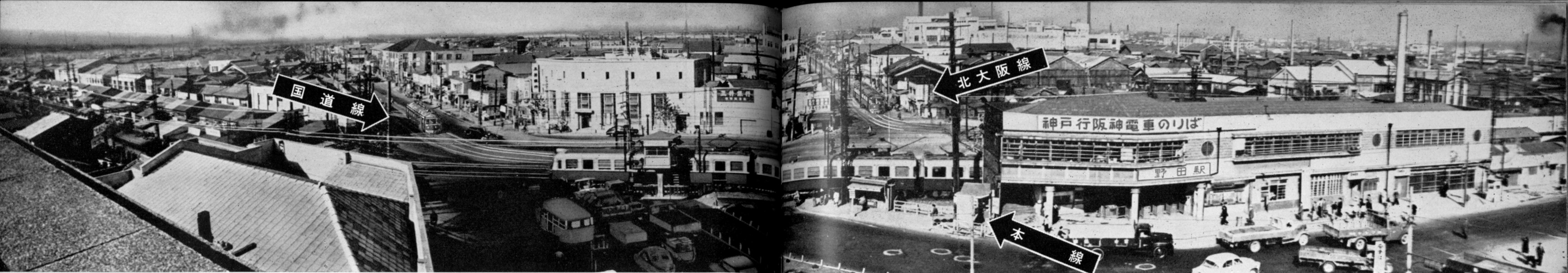
1954年(昭和29年)，在南邊觀看阪神野田站周邊。並指出阪神本線、國道線、北大阪線的位置。

- 1905年（明治38年）4月12日 - 阪神本線開通，此站也同時啟用，當時已經名為野田站。
- 1914年（大正3年）8月19日 - 阪神北大阪線開通。
- 1927年（昭和2年）7月1日 - 阪神國道電軌（日语：阪神国道電軌）西野田站啟用。該站位於野田站西方約100米處。
- 1928年（昭和3年）4月1日 - 阪神國道電軌合併至阪神電氣鐵道，成為國道線，使野田站和西野田站均為阪神電氣鐵道的車站。
- 193X年 - 西野田站與野田站合併。
- 1961年（昭和36年）12月8日 - 高架化工程完成，此站成為高架車站。同時，站內的本線與國道線、北大阪線的路軌分斷。
- 1975年（昭和50年）5月6日 - 阪神電氣鐵道的軌道線（國道線、北大阪線、{{Translink|ja|阪神国道線#甲子園線|阪神國道線#甲子園線|甲子園線]]）全線廢止。
- 2012年（平成24年）3月20日 - 區間特急停靠此站。
- 2014年（平成26年）4月1日 - 引入車站編號[1][2]。

## 車站構造
車站是一座高架車站，設有2面4線的島式月台。車站設有待避設施。2樓為閘口層和立食烏冬店，3樓為月台層。車站只有西方一處閘口。
在引入PTC前，車站西邊設有野田信號所。在廢止後只遺留底座。
在高架橋下曾經設有路面電車站（國道線、北大阪線），該站設有2面4線的島式月台，同時附設車廠。
曾經此站計劃加設東出口。這是用作連接地下鐵千日前線野田阪神站之用。後來由於野田阪神站建設在車站西邊地底，因此東出口建設計劃擱置。

### 月台
| 月台 | 路線 | 上下行 | 方向                               |
| ---- | ---- | ------ | ---------------------------------- |
| 1、2 | 本線 | 上行   | 大阪（梅田）方向                   |
| 3、4 | 本線 | 下行   | 尼崎、神戶（三宮）、明石、姬路方向 |

※內側2線（2、3號月台）為主本線，外側2線（1、4號月台）為待避線。月台可容納6卡車廂。

## 使用狀況
在2018年度，1日平均上下車人次為32,496人。在阪神本線33車站中，僅次於大阪梅田站、神戶三宮站、甲子園站、尼崎站、西宮站、今津站，為第7多人次使用的車站。
以下為各年度1日平均乘車、上下車人次列表。
| 年度               | 1日平均 上下車人次 | 1日平均 乘車人次 | 參考資料 |
| ------------------ | ------------------ | ---------------- | -------- |
| 1990年（平成02年） | 44,884             | 21,521           | [ 5 ]    |
| 1991年（平成03年） | 50,216             | 22,839           | [ 6 ]    |
| 1992年（平成04年） | 54,418             | 24,776           | [ 7 ]    |
| 1993年（平成05年） | 48,221             | 23,227           | [ 8 ]    |
| 1994年（平成06年） | 46,335             | 22,319           | [ 9 ]    |
| 1995年（平成07年） | 46,828             | 22,628           | [ 10 ]   |
| 1996年（平成08年） | 45,905             | 22,146           | [ 11 ]   |
| 1997年（平成09年） | 43,005             | 20,747           | [ 12 ]   |
| 1998年（平成10年） | 41,816             | 20,175           | [ 13 ]   |
| 1999年（平成11年） | 40,345             | 19,470           | [ 14 ]   |
| 2000年（平成12年） | 38,070             | 18,473           | [ 15 ]   |
| 2001年（平成13年） | 37,347             | 18,242           | [ 16 ]   |
| 2002年（平成14年） | 35,655             | 17,320           | [ 17 ]   |
| 2003年（平成15年） | 35,004             | 17,124           | [ 18 ]   |
| 2004年（平成16年） | 34,785             | 16,963           | [ 19 ]   |
| 2005年（平成17年） | 33,706             | 16,393           | [ 20 ]   |
| 2006年（平成18年） | 35,473             | 17,282           | [ 21 ]   |
| 2007年（平成19年） | 35,151             | 16,896           | [ 22 ]   |
| 2008年（平成20年） | 35,626             | 17,213           | [ 23 ]   |
| 2009年（平成21年） | 36,868             | 17,823           | [ 24 ]   |
| 2010年（平成22年） | 33,173             | 16,217           | [ 25 ]   |
| 2011年（平成23年） | 33,375             | 16,317           | [ 26 ]   |
| 2012年（平成24年） | 33,160             | 16,245           | [ 27 ]   |
| 2013年（平成25年） | 33,340             | 16,360           | [ 28 ]   |
| 2014年（平成26年） | 32,760             | 15,985           | [ 29 ]   |
| 2015年（平成27年） | 32,371             | 15,760           | [ 30 ]   |
| 2016年（平成28年） | 31,647             | 15,678           | [ 31 ]   |
| 2017年（平成29年） | 31,721             | 15,455           | [ 32 ]   |
| 2018年（平成30年） | 32,496             | 15,895           | [ 33 ]   |

## 車站周邊
- 阪神電氣鐵道總部 - 鄰接此站，在大樓內設有商場WISTE（日语：ウイステ），有AEON商店。在2005年阪神電氣鐵道開業100周年中加設紀念碑，紀念碑使用了軌道線的鋪路石。
- 在阪神本線高架橋設有野田阪神機械工具街 （页面存档备份，存于）。
- 福島區公所
- 大阪市消防局（日语：大阪市消防局）福島消防署
- 大阪市立福島圖書館（日语：大阪市立福島図書館）
  - 大阪市福島區民中心
  - 福島體育中心
- 福島警署（日语：福島警察署 (大阪府)）
- 大阪福島郵局（日语：大阪福島郵便局）
- 大阪大開郵局
- 山田電機Tecc.Land大阪野田店
- Naris化妝品（日语：ナリス化粧品）總部
- 孔官堂（日语：孔官堂）總部
- 松本醫院（日语：松本病院 (大阪市福島区)）

## 巴士路線
野田阪神前巴士站
7、8號乘車處位於野田阪神前十字路口附近。其他乘車處位於車站北邊(車站與WISTE之間的巴士總站)，設有大阪城市巴士（前大阪市營巴士）和阪神巴士巴士線。曾經阪神巴士設有巴士路線前往阪神甲子園和寶塚方向。巴士總站後方設有阪神巴士車廠（大阪營業所）。
| 乘車處 | 巴士公司     | 路線         | 方向           | 途經                                               | 備註                                 |
| ------ | ------------ | ------------ | -------------- | -------------------------------------------------- | ------------------------------------ |
| 1      | 大阪城市巴士 | 38           | 竹島三丁目     | 御幣島站                                           |                                      |
| 1      | 大阪城市巴士 | 39           | 新大阪站北出口 | 福島西通、中津六丁目、十三、三國本町               |                                      |
| 3      | 大阪城市巴士 | 58           | 大阪站前       | 鷺洲六丁目、中津、濟生会醫院前                     |                                      |
| 3      | 阪神巴士     | 北大阪線     | 中津           | 鷺洲六丁目                                         | 只限平日早上和黃昏、星期六及假日日間 |
| 3      | 阪神巴士     | 北大阪線     | 天神橋筋六丁目 | 鷺洲六丁目、中津、北野                             | 星期六及假日尾班                     |
| 4      | 阪神巴士     | 野田甲子園線 | 尼崎濱田車廠前 | 西淀川警署前、阪神杭瀨站北、阪神尼崎站北           | 1日1班                               |
| 5      | 大阪城市巴士 | 59A          | 酉島車廠前     | 西九條、此花區公所、傳法                           | 只限首班車                           |
| 6      | 大阪城市巴士 | 90           | 鶴町四丁目     | 川口一丁目、圓頂球場前千代崎、大正橋、大正區公所前 |                                      |
| 7      | 大阪城市巴士 | 59           | 大阪站前       | 鷺洲                                               | 地下鐵8號出入口前                    |
| 8      | 大阪城市巴士 | 59           | 北港遊艇碼頭   | 西九條、此花區公所、傳法、酉島車廠前               | 地下鐵7號出入口前                    |

## 其他
在戰後，曾計劃在此站分支，經難波前往近鐵鶴橋站的路線，由阪神和近鐵共同出資成立「大阪高速鐵道」（與現時大阪單軌鐵路的營運者大阪高速鐵道並無關係），申請建設軌道特許，但是由於大阪市反對而不能實現（相對於此計劃，大阪市另計劃建設千日前線）。後來改變計劃，把阪神傳法線由千鳥橋延伸至難波，而東邊則近鐵由上本町延伸至難波，把阪神與近鐵路線連接起來，成為現時的近鐵難波線、阪神難波線。

## 相鄰車站
阪神電氣鐵道
 本線
■■直通特急、■特急
通過
■區間特急（只前往大阪梅田，單向運輸）、■急行
大阪梅田（HS 01）－野田（HS 03）－尼崎（HS 09）
■區間急行
福島（HS 02）－野田（HS 03）－千船（HS 06）
■普通
福島（HS 02）－野田（HS 03）－淀川（HS 04）

### 曾經存在的路線
阪神電氣鐵道
北大阪線
野田－海老江
国道線
野田－中海老江

## 注腳
1. ↑   (PDFlink) (新闻稿). 阪神電氣鐵道株式會社. 2013-04-30  [2016-04-08]. （原始内容存档 (PDF)于2019-06-17）.
2. ↑  . 讀賣新聞（大阪晨報） (讀賣新聞大阪本社). 2014-03-20: p.32.
3. ↑  .   [2020-10-04]. （原始内容存档于2009-06-02）.
4. ↑  TOMBOW Book『阪神国道電車』（TOMBOW出版）p.128 - 130
5. ↑  大阪府統計年鑑（平成3年）PDF
6. ↑  大阪府統計年鑑（平成4年）PDF
7. ↑  大阪府統計年鑑（平成5年）PDF
8. ↑  大阪府統計年鑑（平成6年）PDF
9. ↑  大阪府統計年鑑（平成7年）PDF
10. ↑  大阪府統計年鑑（平成8年）PDF
11. ↑  大阪府統計年鑑（平成9年）PDF
12. ↑  大阪府統計年鑑（平成10年）PDF
13. ↑  大阪府統計年鑑（平成11年）PDF
14. ↑  大阪府統計年鑑（平成12年）PDF
15. ↑  大阪府統計年鑑（平成13年）PDF
16. ↑  大阪府統計年鑑（平成14年）PDF
17. ↑  大阪府統計年鑑（平成15年）PDF
18. ↑  大阪府統計年鑑（平成16年）PDF
19. ↑  大阪府統計年鑑（平成17年）PDF
20. ↑  大阪府統計年鑑（平成18年）PDF
21. ↑  大阪府統計年鑑（平成19年）PDF
22. ↑  大阪府統計年鑑（平成20年）PDF
23. ↑  大阪府統計年鑑（平成21年）PDF
24. ↑  大阪府統計年鑑（平成22年）PDF
25. ↑  大阪府統計年鑑（平成23年）PDF
26. ↑  大阪府統計年鑑（平成24年）PDF
27. ↑  大阪府統計年鑑（平成25年）PDF
28. ↑  大阪府統計年鑑（平成26年）PDF
29. ↑  大阪府統計年鑑（平成27年）PDF
30. ↑  大阪府統計年鑑（平成28年）PDF
31. ↑  大阪府統計年鑑（平成29年）PDF
32. ↑  大阪府統計年鑑（平成30年）PDF
33. ↑  大阪府統計年鑑（令和元年）PDF
34. ↑  JR東西線加島站南邊。
35. 1 2   (pdf). 阪神巴士. 2018-12-12  [2018-12-27]. （原始内容存档 (PDF)于2020-09-20）.

## 外部連結
- 野田（路線圖、車站資訊） - 阪神電氣鐵道